# 悦来街道
悦来街道，是中华人民共和国重庆市渝北区下辖的一个乡镇级行政单位。 即著名作家余光中《乡愁》描述的故乡，余光中青少年时期曾在此度过，今重庆两江新区悦来生态城。

## 行政区划
悦来街道下辖以下地区：
嘉陵路社区、清溪口社区、新春村、柑子园村、阳光村、合力村和清南村。

## 交通
- 悦来站